# Triptih Skušnjava sv. Antona
Triptih Skušnjava sv. Antona je oljna slika staronizozemskega slikarja  Hieronymusa Boscha na lesenih tablah iz leta 1501. Delo pripoveduje o duševnih in duhovnih mukah, ki jih je trpel sveti Anton (opat Anton), eden najvidnejših puščavnikov Egipta v poznem 3. in začetku 4. stoletja. Skušnjava sv. Antona je bila priljubljena tema v srednjeveški in renesančni umetnosti. Tako kot pri mnogih Boschevih delih tudi ta triptih vsebuje veliko fantastičnih podob. Slika visi v Museu Nacional de Arte Antiga v Lizboni.

## Zgodovina
Po mnenju nekaterih zgodovinarjev bi lahko bilo to delo ena izmed treh Skušnjav, zabeleženih v popisu Filipa II., poslanega v El Escorial leta 1574. Vendar se zdaj šteje za bolj verjetno, da je bil triptih tisti, ki ga je kupil portugalski humanist Damião de Góis med letoma 1523 in 1545. Dejansko je bila slika dokumentirana kot del zbirk v Lizbonski kraljevi palači sredi 19. stoletja, kralj Manuel II. Portugalski pa jo je leta 1911 podaril sedanjemu muzeju.
Čeprav je bila slika po navadi pripisana obdobju 1490–1500, jo je dendokronološka analiza uvrstila okoli leta 1501.
Tako kot mnoge Boscheve slike je bila tudi Skušnjava sv. Antona predmet številnih kopij. Ena kopija osrednje table je v MASP v Sao Paulu v Braziliji, kopija Boschevega sledilca pa je v Narodni galeriji Kanade v Ottawi, še ena kopija je v muzeju Prado v Madridu. Tretja kopija (nekoč naj bi veljala za izvirnik, zdaj pa jo je Larry Silver, umetnostni zgodovinar na Univerzi v Pensilvaniji identificiral kot kopijo iz 16. stoletja) je v lasti Fundacije Barnes blizu Filadelfije v ZDA.

## Opis
Skušnjava svetega Antona je oljna slika na treh lesenih tablah, ki ima obliko triptiha, pri čemer sta dve zunanji tabli pritrjeni kot krili na osrednji del. Srednja tabla meri 131,5 krat 119 cm, krili pa 131,5 krat 53 cm.
Delo simbolično pripoveduje o duševnih in duhovnih mukah, ki jih je sveti Anton Puščavnik prenašal skozi vse življenje. Vira za teme sta bila Antonovo življenje Atanazija Aleksandrijskega , ki ga je v Flandriji populariziral Pieter van Os, in Zlata legenda Jacopa de Voragina.

### Leva tabla
Leva tabla prikazuje legendarni polet in padec svetega Antona. Na nebu svetnika zruši množica demonov. Spodaj je svetnikova jama (ali bordel), vklesana v hrib v obliki človeka na vseh štirih, katerega zadnja plat tvori vhod. Proti slednji je usmerjena nečastna procesija, ki jo vodi demon, oblečen v sveta oblačila in jelen. V ospredju je utrujeni Anton, ki ga po padcu podpirata menih in laik; slednji je bil tradicionalno opredeljen kot sam Bosch.
Pod mostom, ki prečka ledeno jezero, so tri figure, od katerih je ena menih, ki bere pismo. Na jezeru je tudi demonska ptica z drsalkami: v kljunu je kartuša z napisom "mast". To bi se lahko sklicevalo na škandal simonije.

### Srednja tabla
Osrednja tabla ponazarja Boschevo privlačnost do svetniške sposobnosti zavračanja skušnjav. Prikazuje skušnjavo svetega Antona. V središču je svetnik v kontemplaciji z roko blagoslova, ki kaže na svojo majhno celico v porušenem stolpu, kjer se zdi, da miniaturni Kristus kaže na Križanje, to je resnično žrtev v odgovor na skrunitveno mašo, ki so jo obhajali demoni in duhovniki na njegovi levi. Črnopolta svečenica ima posodo s krastačo, simbolom čarovništva in poželenja; žival pa drži jajce. Črno oblečen pevec ima prašičji obraz in nad glavo majhno sovo (alegorijo herezije), medtem ko bo pohabljeni moški prejel obhajilo. Svetnik gleda v svet, medtem ko kaže v Kristusovo smer; nihče na tabli ne gleda v njegovo smer.
Na ozadju na levi je goreče mesto, tradicionalni simbol zaščite, ki jo Anton daje pred ergotizmom in ognjem. Menihi iz reda svetega Antona so se specializirali za zdravljenje in oskrbo žrtev ergotizma (znanega tudi kot ogenj sv. Antona), ker so občutili pekoč občutek in halucinacije.
Skupina demonov na levi, vključno z žensko v čeladi, ki spominja na votlo drevo, lahko simbolizira krvavo nasilje. Skupina v vodi na desni je lahko hudičeva parodija bodisi na beg v Egipt bodisi na Poklon Treh kraljev; tretja demonska skupina je tista, ki v ospredju izstopa iz rdečega sadja. Sem spada hudič, ki igra harfo, jaha piščanca in drugega, ki se giblje v ribiškem čolnu v središču.
Na nebu so ptice v obliki ladje, leteče ribe in krilati čolni. Končno bi lahko bil brkati moški s cilindrom čarovnik, ki je postavil celoten paket vizij.
V drugi interpretaciji se večina podob nanaša na ergotizem in oblike zdravljenja v času Boscha. Velik sadež si lahko razlagamo kot mandragoro (Mandragora officinarum), človeka, ki ima meč, pa lahko razumemo kot sklicevanje na obred izruvanja. Korenina mandragore se je pogosto uporabljala kot zaščita pred ergotizmom, sadež pa kot anestetik, ki je pomagal pri potrebnih amputacijah, ki so posledica bolezni. Naravni anestetik bi lahko tudi ubil paciente, če bi ga prejeli preveč, poleg tega pa je poleg halucinacij ergotizma povzročil tudi lastne halucinacije, kar je pomenilo nasilno naravo likov, ki obkrožajo sadje na tabli. Podobe rib in osatov se nanašajo na alkimijo iz obdobja in druge 'hladne' elemente, ki se uporabljajo za preprečevanje 'vroče' bolezni.

### Desna tabla
Desna tabla prikazuje Premišljevanje sv. Antona. Dve figuri, ki jahata ribe na nebu, naj bi po legendi dobili sposobnost letenja s hudičem, da bi lahko sodelovali v čarovniških sabat.
V ospredju je gola ženska, simbol poželenja (luxuria). Kuka iz votlega debla skozi šotor, ki ji ga krastača drži odprtega. Njeno mamljivo telo je ponujeno svetniku, ki je upodobljen na desni in premišljuje, medtem ko hkrati opazuje gledalca. Škrat ob njem, ki nosi rdeč plašč in vrtavka, je simbol človeške neodgovornosti. V ospredju so končno zadnje skušnjave: miza s kruhom in kozarec vina, ki ju podpirajo goli demoni. Noga enega od človeških stebrov je ujeta v kozarec - aluzija na spolni akt.
Ozadje vključuje mesto stolpov, vetrnice in jezero.

### Zaprt triptih
Kot običajno v drugih podobnih flamskih delih tistega časa, so zunanjosti kril poslikane v tehniki grizaj. Po tradiciji so v mnogih cerkvah umetnine pokrite, oltarji s krili pa so zaprti v tednu pred veliko nočjo. Umirjena obarvanost in vsebina zunanjosti kril tega triptiha sta v skladu s postno temo.
Na levi tabli je prikazana Kristusova aretacija, med drugim v ospredju sveti Peter, ki reže Malhujevo uho, v ozadju pa vojaki obkrožajo padlega Jezusa; na levi je Juda, ki beži po poljubu.
Na desni tabli je v ozadju upodobljen Kristus, ki nosi križ, medtem ko sta v ospredju dva tatova, eden se izpoveduje, drugi se noče spreobrniti. Okoli Jezusa je množica, v kateri je mogoče prepoznati like, kot sta Simon iz Kirene, ki podpira križ in sveta Veronika.